# Спічин (гміна)
Гміна Спічин (пол. Gmina Spiczyn) — сільська гміна у східній Польщі. Належить до Ленчинського повіту Люблінського воєводства.
Станом на 31 грудня 2011 у гміні проживало 5544 особи.

## Площа
Згідно з даними за 2007 рік площа гміни становила 83.10 км², у тому числі:
- орні землі: 70.00%
- ліси: 22.00%

Таким чином, площа гміни становить 13.11% площі повіту.

## Населення
Станом на 31 грудня 2011:
| Опис     | Загалом | Загалом | Чоловіки | Чоловіки | Жінки | Жінки |
| -------- | ------- | ------- | -------- | -------- | ----- | ----- |
| одиниця  | осіб    | %       | осіб     | %        | осіб  | %     |
| все      | 5544    | 100     | 2741     | 49.44    | 2803  | 50.56 |
| міське   | 0       | 100     | 0        |          | 0     |       |
| сільське | 5544    | 100     | 2741     | 49.44    | 2803  | 50.56 |

## Сусідні гміни
Гміна Спічин межує з такими гмінами: Любартів, Людвін, Ленчна, Немце, Острів-Любельський, Серники, Вулька.